# Hans-Günther van Look

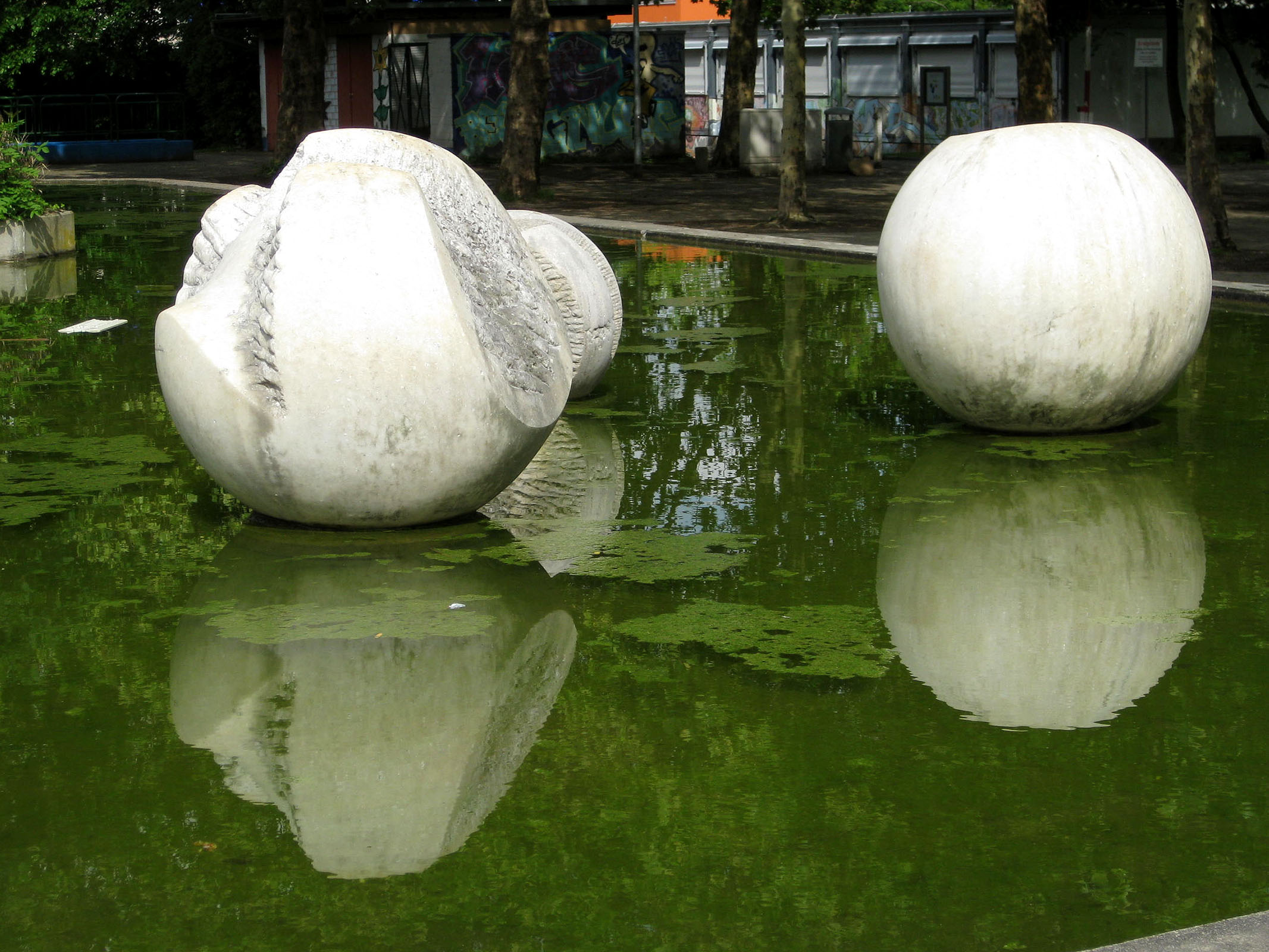
Raumklänge (1969/70) in Freiburg Landwasser

Hans-Günther van Look (* 26. Februar 1939 in Freiburg im Breisgau; † 23. Mai 2007 ebenda) war ein deutscher Maler und Bildhauer.

## Leben und Werk
Hans-Günther van Look hat von 1958 bis 1963 an der Kunstakademie Karlsruhe studiert. Er war Schüler von Georg Meistermann. Er bekam in den Jahren 1969 bis 1977 mehrere Stipendien (Stipendium des Kulturkreises der deutschen Wirtschaft, Deutsche Akademie Rom Villa Massimo).
Van Look war fasziniert vom Thema „Licht und Raum“. Von 1981 bis 1987 war er Vorsitzender der Gemeinschaft christlicher Künstler der Erzdiözese Freiburg. Die christliche Kunst war ein wichtiges Element in seinem Schaffen. Er hat unter anderem im Freiburger Münster zwei Kirchenfenster geschaffen. Eines stellt die Ordensfrau Edith Stein dar, die in der Freiburger Kathedrale zum ersten Mal auf einem Fenster dargestellt wurde. Das andere ist ein Radfenster, in dem van Look sechs für ihre Barmherzigkeit bekannten Frauen ein Gesicht gegeben hat.
Weitere Kirchenfenster des Künstlers befinden sich in der Herz-Jesu-Kirche (Müllheim, Baden), in der Kirche St. Gallus (Rheinfelden-Eichsel), in der Propsteikirche St. Urbanus (Gelsenkirchen) und in der Heilig-Geist-Kirche (Berlin). In der Kirche St. Leodegar in Bad Bellingen schuf er in den 1970er-Jahren den Zelebrationsaltar.
Zu Ehren seines siebzigsten Geburtstages fand 2009 in Freiburg eine Gedenkausstellung statt.